# Голем
 Тази статия е за съществото от еврейския фолклор.  За последния властел на Арбанон вижте Голем (Круя).  
Го̀лем е същество, направено от нежива материя и одухотворено от човека, съгласно юдейския фолклор. Вдъхването на живот у голема става чрез изписването на магически думи върху хартия и поставянето ѝ в устата му (срв. Стена на плача), или изписването на магически символ на челото му. Неговата „мисия“ е покорно да върши всякаква работа, която му се заръча (вж. сходна функция у хаитянските зомби, които също робуват и не притежават дар слово и собствена воля).
Най-известният голем в европейската култура е този от едноименния роман на австриеца Густав Майринк от 1915-а. В книгата се преразказва „реалната“ история на пражкия равин Юда Льов Бен Бецалел от 16 век, а именно как той сътворил с помощта на магията и алхимията Голем, за да има кой да брани еврейското гето от погроми, но станал свидетел на това как създанието се обърнало срещу онези, които трябвало да защитава (срв. „Франкенщайн“ на Мери Шели).
Що се отнася до етимологията – в Библията, по-точно Псалми 139:16, думата „gal'mi“ е употребена в смисъл на безформена маса, „суровина“ (в превода на български се чете „необразувано вещество“). На съвременен иврит „голем“ означава „глупак“.